# اندیس مرمریت ۳۳۵۳ (رضا منصوری)
مرمریت ۳۳۵۳ (رضا منصوری) یک اندیس مصالح ساختمانی است که در استان فارس قرار دارد و مادهٔ معدنی موجود در آن، مرمریت است. سنگ میزبان این اندیس سنگ آهک است